# SAS Flygklubb
SAS Flygklubb håller till på Stockholm-Västerås Flygplats.(Lämnade Bromma slutet av 2013) Klubben, vars verksamhet helt vilar på ideell grund, har cirka 225 medlemmar, varav cirka 175 är aktiva piloter. Förutom att medlemmar hyr flygplanen för hobby- och rekreationsresor bedriver klubben också utbildning för privatflygarcertifikat. Flygplanen, som är målade i SAS färger, består av två Piper Cherokee samt två Cessna 172 där en av dem har glascockpit G1000. Samtliga plan är IFR-utrustade.
Klubben bildades 1946. Detta efter att flera anställda inom AB Aerotransport, ABA och Svensk Interkontinental Lufttrafik AB (SILA) velat få fram en intern flygklubb för att de av markpersonalen som ville skulle kunna få lära sig flyga till en låg kostnad. Den 17 maj 1946 bildades ABA Flygklubb. Senare samma år, den 1 augusti, bildades SAS, som ett gemensamt konsortium där grunden utgjordes av DNL, DDL och SILA. Konsortieavtalet gällde enbart interkontinental trafik på Nord- och Sydamerika där de tre bolagen skulle samverka under det samlade namnet Scandinavian Airlines System. I februari 1951 skedde den totala sammanslagningen mellan de skandinaviska flygbolagen och samarbetsbolaget SAS. All flygtrafik, såväl inrikes som utrikes, i de tre länderna gick nu under det gemensamma namnet SAS. I samband med detta bytte också klubben namn till SAS Flygklubb.
2006 firade klubben 60 år och i samband med jubileet gavs en bok ut; SAS Flygklubb 60 år.
Boken är skriven av Joakim Schlegel och Örjan Fredriksson.